# Juan José Viamonte
Juan José Viamonte (Buenos Aires, 9 de febrero de 1774-Montevideo, 31 de marzo de 1843) fue un militar y político argentino. Participó en la lucha contra las Invasiones Inglesas, en el proceso político de la Revolución de Mayo, en la guerra de independencia y en las guerras civiles argentinas.

## Biografía
Juan José Viamonte nació en Buenos Aires el 9 de febrero de 1774.
Era hijo del teniente Jaime José Viamonte y Mulardos ―natural de Mataró (en Cataluña), pero de origen aragonés, y fundador del fortín de India Muerta (en el Camino Real de Buenos Aires a Córdoba)― y de la porteña Bárbara Xaviera González Cabezas.
Inició la carrera militar a los doce años, siguiendo la carrera de su padre.
El 20 de marzo de 1800 se casó en Buenos Aires con Bernardina Chavarría.
Luchó durante las Invasiones Inglesas al Virreinato del Río de la Plata de 1806 y 1807, en que los británicos fueron derrotados. Durante la Primera Invasión peleó con el grado de teniente, y luego de su participación en la segunda invasión, por su destacada actuación en la defensa del Colegio de San Carlos, fue ascendido a capitán.
Participó del cabildo abierto del 22 de mayo de 1810 que culminó con la Revolución de Mayo que destituyó al virrey Baltasar Hidalgo de Cisneros.

## Primera campaña al Alto Perú
El 3 de noviembre, la Junta ascendió a Viamonte a coronel y doce días después, lo nombró “segundo jefe” de la expedición destinada al auxilio de las provincias interiores.

Atendiendo a los méritos y servicios del Sargento Mayor Juan José Viamonte y hallándose vacante el empleo de Coronel del Regimiento de Infantería N.º  6, que se ha formado de las tropas de la expedición destinada al Perú, ha venido la Junta en conferirle el empleo de Coronel del expresado Regimiento.
(Comando en Jefe del Ejército, 1972, p. 157 vol. 1)

Luego de su nombramiento, Viamonte salió de Buenos Aires hacia el Alto Perú y llegó a Potosí el 2 de enero de 1811 tomando la jefatura del ejército en ausencia de Castelli y González Balcarce que estaban en La Plata.
Posiblemente la decisión del gobierno de nombrar a Viamonte como segundo jefe no se vinculó a una cuestión militar sino a la necesidad del grupo saavedrista de equilibrar el poder dentro del ejército dado que Castelli, González Balcarce y Díaz Vélez eran afines al grupo morenista.
El 18 de junio de 1811, mientras aún regía el armisticio que Castelli había firmado con José Manuel de Goyeneche y que probablemente ninguno de los dos pensaba cumplir,  partiendo desde Huaqui a donde el ejército auxiliar había llegado a comienzos de ese mes,  Viamonte inició la marcha de aproximación con su división hacia el puente del Inca. Su división cruzó de norte a sur por la quebrada de Yuraicoragua y estableció su campamento en la salida sur de la misma, donde comienza el llano que da a la pampa de Machaca hacia el este y la pampa de Chiribaya al oeste.
Viamonte iba al mando del regimiento N.º 6, el mejor que tenía el Ejército Auxiliar y Combinado del Perú. El objetivo de su formación había sido unificar las unidades sueltas que habían partido desde Buenos Aires: batallones 1 y 2 de Patricios, 3 de Arribeños, 4 de Montañeses y 5 de Andaluces a las que se sumaron, para compensar deserciones, las levas realizadas en Santiago del Estero y Tucumán. Era conocido como “el 6 de blancos o el 6 del Perú”. Significativamente, las compañías de Pardos y Morenos que también habían salido de Buenos Aires no se incorporaron al regimiento N.º 6. Según el análisis de la “toma de revista” realizada en Laja el 9 de junio, el regimiento contaba con 1258 hombres y 83 oficiales. Tenía dos batallones con 8 compañías de fusileros y una de granaderos o sea 18 compañías a la que se agregaban dos compañías más: una de ellas era el de Patricios de Oruro. Si bien el regimiento, como unidad, se había entrenado durante casi seis meses, la opinión del experimentado teniente coronel José Bolaños, distaba de ser elogiosa. Tanto por la capacidad de mando de los oficiales, como del regimiento en sí mismo, Bolaños decía que le “faltaba mucho para su uniformidad y orden y que menos lo estaba la artillería”.
Al amanecer del día 20 de junio, las patrullas de seguridad avanzadas que operaban en la pampa de Chiribaya, trajeron la noticia de que a menos de 5 o 6 kilómetros avanzaban tropas de infantería, caballería y artillería. Era el ala derecha de Goyeneche al mando de Juan Ramírez Orozco. Todo el plan de ataque al puente del Inca había quedado obsoleto. Viamonte ordenó a Eustoquio Díaz Vélez que con su división saliera a contener a Ramírez. Díaz Vélez, que había llegado desde Huaqui el día anterior, se dirigió personalmente al puesto de mando de su jefe, "para obviar equivocaciones", y le propuso el inmediato repliegue de las dos divisiones hacia Huaqui para reunirse nuevamente con González Balcarce ya que no estaba previsto en el plan combatir separadamente. Viamonte le respondió que esa propuesta era propia de un cobarde, que el que mandaba era él y que solo debía obedecer. No obstante la extemporánea y violenta respuesta, en la que se notaba la mala relación entre ambos, la propuesta de Díaz Vélez era difícil de aceptar y peligrosa de realizar pues implicaba abandonar el campamento y la artillería y atravesar una angosta quebrada con el enemigo en ambos extremos de la misma y con el peligro de ser cortado y atacado en cualquier punto del trayecto desde las alturas que la bordeaban.
Díaz Vélez no dijo nada y se retiró para hacerse cargo de su unidad. Viamonte negaría más tarde estas palabras pero los testigos presentes, separada y textualmente, las confirmaron en el juicio posterior a los responsables de la derrota. En su declaración del 9 de diciembre de 1811, en Buenos Aires, el capitán José Eustaquio Moldes, afirmó que la decisión de Viamonte de sostenerse en ese lugar desfavorable fue una de las causas de la derrota.
Con una incomprensible demora de 24 horas y con el enemigo a la vista, Viamonte ordenó al capitán Miguel Araoz y sus 300 hombres “escogidos”  que ocuparan el estratégico cerro ubicado sobre el lado oeste de la salida sur de la quebrada de Yuraicoragua.
Desde ese cerro se dominaba ampliamente el camino que venía desde el Puente del Inca rumbo a Jesús de Machaca y era ideal para ubicar allí la artillería e impedir el avance enemigo proveniente del Desaguadero por el lado sur del Vilavila. También dominaba el campamento instalado abajo, en la quebrada, y la línea de batalla secundaria formada por el 2.º batallón del regimiento N.º 6, al mando del sargento mayor Matías Balbastro.  Viamonte había creado ese segundo frente para contener un posible ataque desde el norte, proveniente de Huaqui, y que podría afectar la derecha de la línea principal que había ubicado a quinientos o mil metros de la salida de la quebrada, en la pampa de Chiribaya.
Viamonte comprendió que toda la batalla se centraría en sostener ese cerro y sus alrededores. A tal efecto reforzó las fuerzas de Araoz enviando sucesivas compañías que sacó del primer batallón del regimiento N.º 6. Reforzó además la artillería de Araoz que estaba teniendo problemas técnicos, enviando una culebrina de mayor calibre y un obús. La lucha en ese sector, por el tipo de terreno, pedregoso y sin senderos, fue caótica.

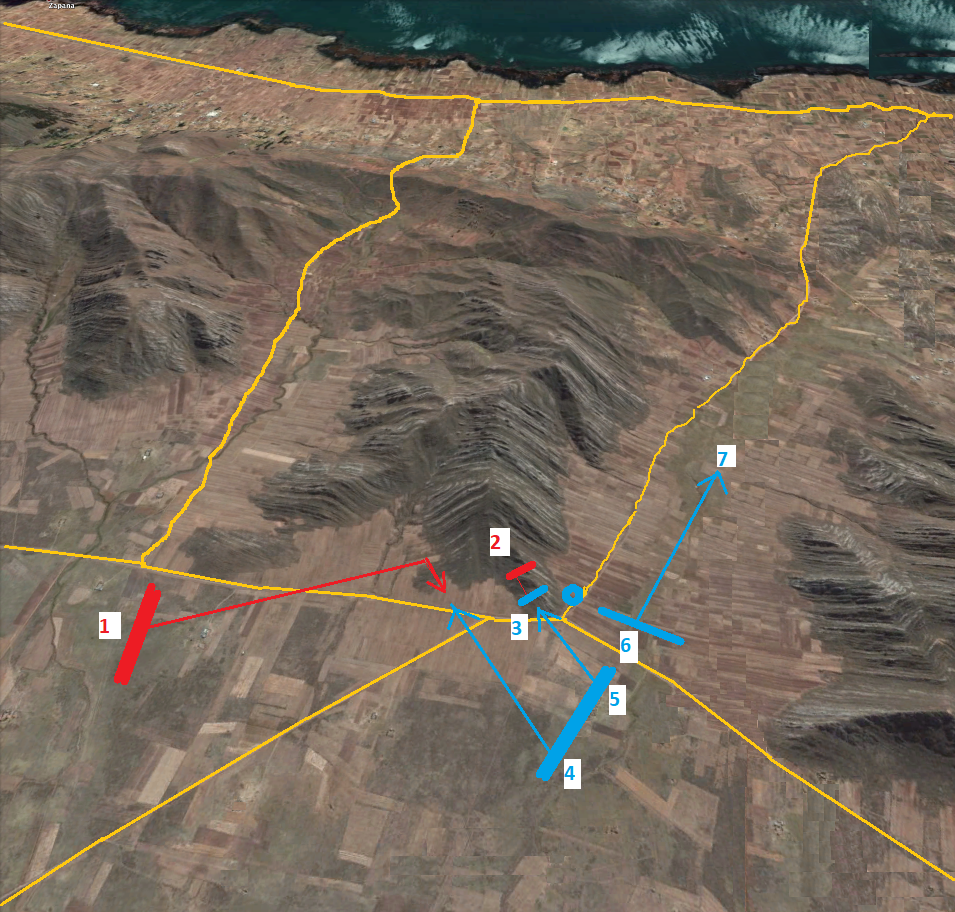
Situación 10:00 horas: 1 y 2) Ataque de Ramírez y su vanguardia; 3-5) Araoz sostiene su posición y recibe ayuda de Viamonte; 4) Díaz Vélez ataca a Ramírez; 6-7) Balbastro adelanta 4 compañías

Después de dos horas de combate, pasado el mediodía, la infantería de Ramírez pareció flaquear y su caballería comenzó a retirarse. Díaz Vélez ordenó que la caballería del ejército auxiliar, superior en número a la de Ramírez, entrara en acción. Pero, lamentablemente, esas fuerzas se dispersaron en acciones secundarias y no tuvieron ningún peso en la batalla. Entonces Díaz Vélez pidió refuerzos a Viamonte para acelerar el colapso del enemigo. La negativa de este daría lugar a que tanto Díaz Vélez como otros oficiales lo responsabilizaran a posteriori por el resultado de la batalla. La realidad era que, en ese momento, lo que quedaba del primer batallón del regimiento N.º 6 más el resto de la división de Díaz Vélez que no habían entrado en combate, no superaba los 300 hombres. Era la única reserva disponible que tenía Viamonte para hacer frente, por un lado, al combate todavía indeciso que sostenía Díaz Vélez contra Ramírez y, por el otro, para hacer frente a una nueva columna enemiga que apareció desde el norte marchando por la quebrada y las alturas occidentales de la misma rumbo al cerro y a la línea secundaria defendida por Balbastro. Para entonces, ese batallón se había reducido a la mitad por una desafortunada decisión táctica de Viamonte que ordenó avanzar cuatro compañías hacia el centro de la quebrada y que fueron rápidamente aniquiladas por un enemigo superior y mejor posicionado
Después de esta desastrosa batalla fue acusado de no involucrar a los 1500 efectivos a su mando en la contienda, ordenando hacer ejercicios militares a escasa distancia del campo de batalla.[cita requerida]
A Viamonte se le reprochó que su omisión respondía a su afiliación saavedrista: el fracaso de Castelli en el Alto Perú le impediría regresar triunfante a Buenos Aires y restablecer a los morenistas desplazados en los primeros días de abril de 1811.
Viamonte se defendió diciendo que

Se apoderó de todos los hombres un terror extraordinario, cuyo origen no he podido comprobar aun

Estas acusaciones lo hicieron pasar los años siguientes respondiendo en un largo juicio por la derrota, siendo absuelto y restituido en sus altos cargos en el ejército.

## El Directorio
En noviembre de 1814, cuando ya se había iniciado la guerra civil contra los federales dirigidos por José Artigas, fue nombrado gobernador de Entre Ríos. No pudo prestar ayuda alguna al coronel Manuel Dorrego cuando este fue derrotado en la batalla de Guayabos.
En 1815 participó en la revolución contra el director supremo Carlos María de Alvear, y poco después fue enviado a la villa de Santa Fe a controlar el avance de los federales con 3500 hombres. Al día siguiente de su llegada murió el gobernador Francisco Candioti, lo que le dio la oportunidad de hacer que la provincia volviera a depender de la de Buenos Aires. Pero al año siguiente fue expulsado por una sublevación encabezada por el coronel Mariano Vera y el caudillo Estanislao López, que lo enviaron preso al campamento del federal Artigas.
En mayo de 1818 fue diputado por Buenos Aires al Congreso Nacional que se había trasladado de Tucumán a Buenos Aires. Allí fue uno de los redactores de la Constitución Argentina de 1819, de carácter republicana y unitaria.
Al año siguiente fue nombrado general en jefe del ejército expedicionario de Santa Fe, en reemplazo de Juan Ramón Balcarce. Pero Estanislao López inmovilizó al ejército dirigido desde la ciudad de Córdoba por Juan Bautista Bustos y encerró a Viamonte en Rosario, obligándolo a firmar el armisticio de San Lorenzo.
Después de la batalla de Cepeda de 1820 y producida la Anarquía del Año XX se exilió en Montevideo.
Regresó a Buenos Aires a fines de ese mismo año. En 1821 fue nombrado gobernador sustituto de la provincia de Buenos Aires por ausencia de Martín Rodríguez.
Fue diputado al Congreso General de 1824 y apoyó la Constitución Argentina de 1826, también de carácter republicana y unitaria.
Sin embargo, más tarde se unió al partido federal de Manuel Dorrego. Después del experimento unitario de Juan Lavalle, fue gobernador interino en 1829. En ese cargo no hizo casi nada más que asegurar el ascenso al poder de Juan Manuel de Rosas.
En 1833 ―cuando el gobernador Balcarce fue derrocado por la Revolución de los Restauradores― volvió a ser gobernador. Al igual que su antecesor fue acusado de pertenecer al partido de los Lomos Negros, enfrentado al de Federales Netos,  que eran los partidarios de Rosas. La influencia del mismo Rosas lo obligó a renunciar en junio de 1834. Su renuncia no fue aceptada porque nadie quería hacerse cargo del gobierno. Finalmente, en octubre de 1834, el presidente de la Legislatura, Manuel Vicente Maza, fue obligado a reemplazarlo.
Opuesto al régimen rosista, en 1839 se exilió en la villa de Montevideo, y falleció allí el 31 de marzo de 1843, a los 69 años de edad.
Sus restos fueron repatriados en 1881, y descansan en el Cementerio de la Recoleta.

## Matrimonio y descendencia

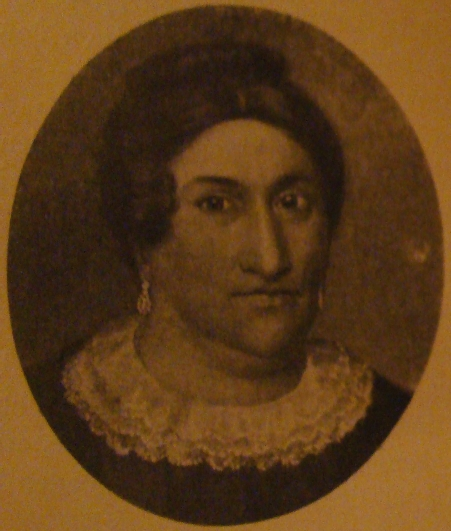
Bernardina Chavarría, esposa de Juan Viamonte.

Juan José Viamonte se unió en matrimonio con Bernardina Chavarría, con quien tuvo diez hijos:
- El 18 de octubre de 1804 nació su hija Martiniana Bernardina Viamonte,[2] quien se casaría con Marcelino Carranza Vélez siendo entre otros padres de Emilio Carranza Viamonte, este caso con indalecia Ballesteros Fornaguera Warnes siendo padres de Edelmira Carranza quien se casó con Avelino Molina Viamonte (nieto del general Viamonte) y padres del Dr. Lizardo Molina Carranza.
- El 16 de agosto de 1807 nació su hija María del Tránsito del Corazón de Jesús Viamonte.[2]
- El 30 de septiembre de 1808 nació su hija Wenceslada Micaela Viamonte.[2]
- El 10 de diciembre de 1810 nació su hija Bernabela Viamonte,[2] quien se casó con Francisco Genaro Molina y González de Noriega, padres de Avelino Molina Viamonte quien a su vez se casó con Edelmira Carranza Ballesteros, bisnieta del general Viamonte y padres del Dr. Lizardo Molina Carranza.
- El 3 de agosto de 1811 nació su hijo Juan José Apolinario Viamonte.[2]
- El 11 de noviembre de 1812 nació su hija Isabel Viamonte,[2] quien se casaría con Sandalio Mansilla.
- El 2 de agosto de 1815 nació su hija Albana I. J. J. Viamonte,[2] quien se casaría con su primo Manuel Illia.
- En 1818 nació Avelino Viamonte,[2] quien sería asesinado por la Mazorca en 1840.
- El 4 de agosto de 1819 nació su hija Carmen Viamonte,[11] quien se casaría con Julio Sánchez, con quienes fundaría la familia de apellido Sánchez Viamonte.
- El 22 de febrero de 1823 nació su hijo José Florencio Viamonte.[12]

## Topónimo en su honor
En homenaje al general Juan José Viamonte, se le dio su nombre al partido de General Viamonte, en la provincia de Buenos Aires.